# 栗色肥腹蛛
栗色肥腹蛛（学名：Steatoda castanea）为球蛛科肥腹蛛属的动物。分布于欧洲以及中国大陆的青海、新疆、北京、山东、西藏等地，主要栖息于石隙、洞穴、树洞或树皮下 多栖息山野间的石隙、洞穴、林间树干的洞穴内、或在树皮之下以及也常见于居民住宅的墙角、窗角的缝隙内。该物种的模式产地在欧洲。